# Билли, Жак де
Жак де Билли (фр. Jacques de Billy, 18 марта 1602, Компьень, Королевство Франция — 14 января 1679, Дижон, Королевство Франция) — французский математик, иезуит. Жак родился в Компьени, впоследствии вступил в Иезуитский орден. В 1629—1630 годы Билли изучал математику в иезуитском колледже в Понт-а-Муссон. В это же время изучал теологию. С 1631 по 1633 год Билли изучал математику уже в Реймсе, также в иезуитском колледже. С 1665 по 1668 год он был профессором математики в колледже в Дижоне. Одним из его учеников был Жак Озанам. Также Билли преподавал в Гренобле и был ректором нескольких колледжей в Шалон-ан-Шампане, Лангре и Сансе. Математик Клод Гаспар Баше де Мезириак, бывший учеником Билли в Реймсе, стал его близким другом. Билли поддерживал переписку с Пьером Ферма.

## Работы и наследие
Билли достиг значительных результатов в теории чисел, которые были впоследствии названы его именем. Также Билли опубликовал несколько астрономических таблиц. Первая, таблица затмений, Tabulae Lodoicaeae seu universa eclipseon doctrina tabulis, praeceptis ac demonstrationibus explicata. Adiectus est calculus, aliquot eclipseon solis & lunae, quae proxime per totam Europam videbuntur, была издана в Дижоне Пьером Паллио в 1656 году. Она была рассчитана на период с 1656 по 1693 годы. Эта работа также включала солнечные и лунные таблицы, основанные на парижском меридиане, а также детальное исследование проблем, связанных с астрономическими вычислениями. Билли был одним из первых ученых, отрицавших роль астрологии в науке и древние верования в пагубное влияние комет.
Жак де Билли умер в Дижоне 14 января 1679 года. Кратер Бийи на Луне назван в его честь.